# 真宗大谷派難波別院

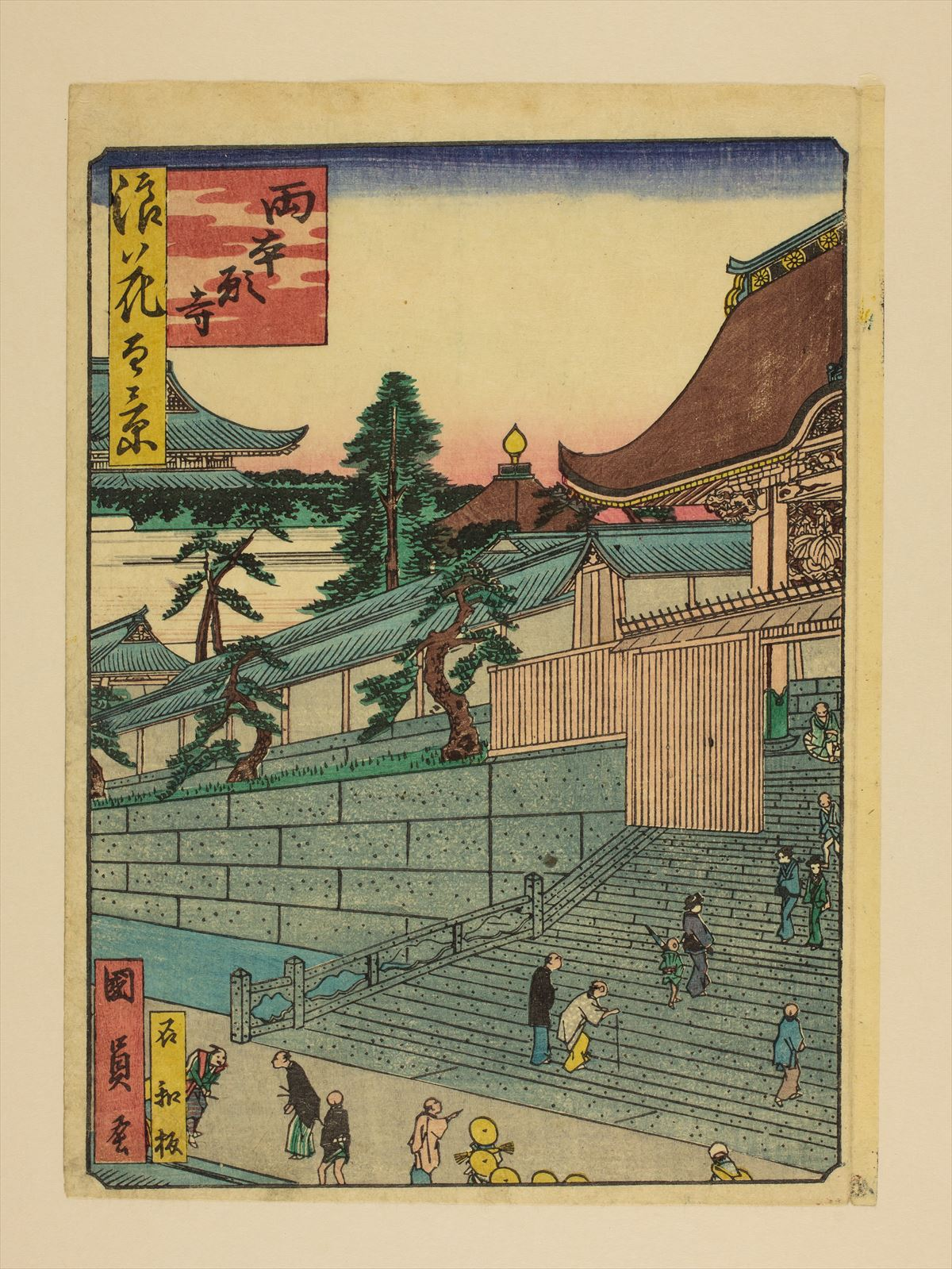
両本願寺（浪花百景）

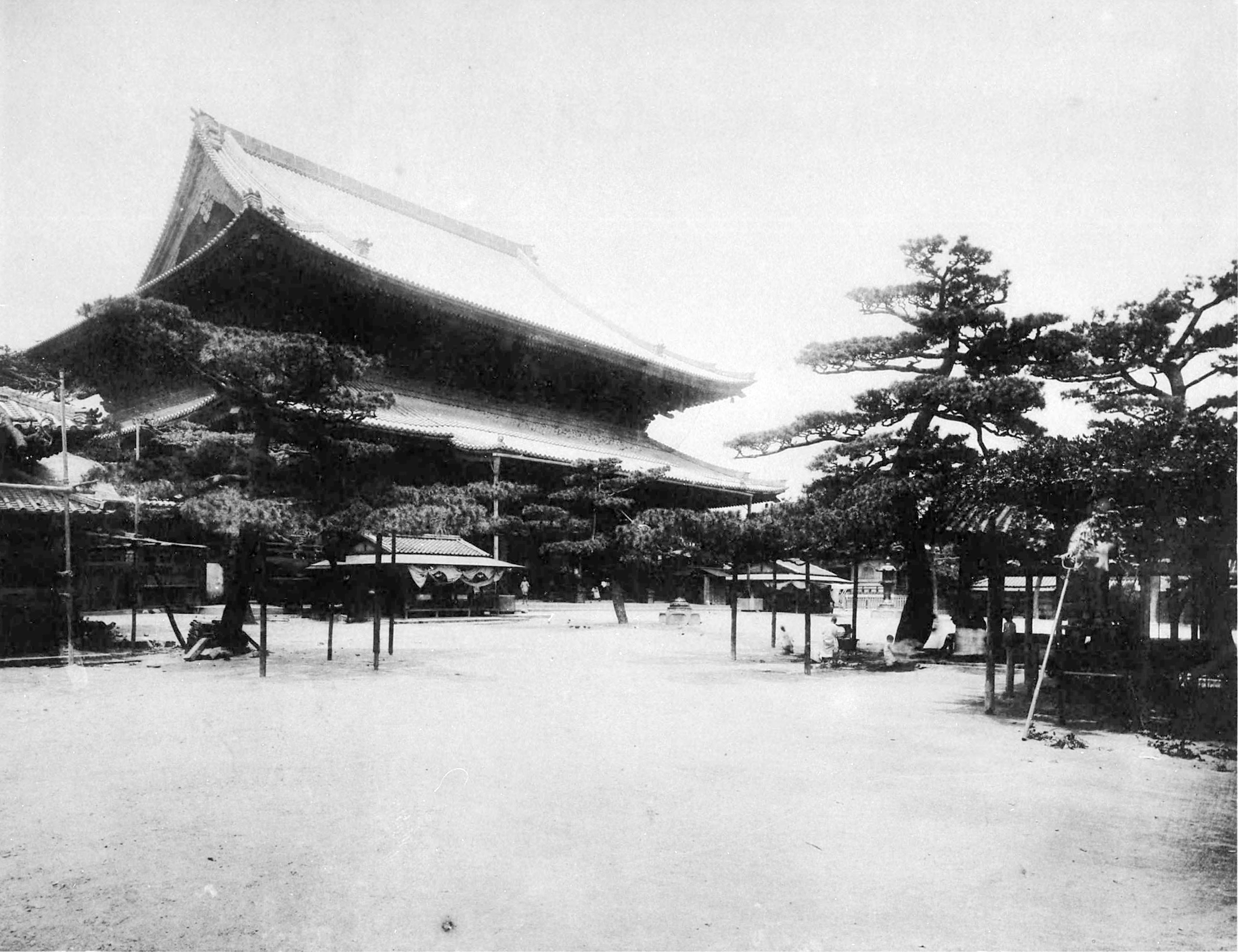
戦前の難波別院

真宗大谷派難波別院（しんしゅうおおたにはなんばべついん）は、大阪市中央区久太郎町にある真宗大谷派の寺院。本山東本願寺の別院。本尊は阿弥陀如来。通称は南御堂（みなみみどう）。
真宗大谷派の大阪教区教務所、教化センターが併設され、大阪府堺市堺区櫛屋町東4丁にある真宗大谷派堺別院（堺南御坊）を支院とする。
別院名の難波とは摂津国西成郡上難波村の旧地であったことに由来する。船場が市街化された後も、1872年（明治5年）まで当院南に位置する難波神社にかけて上難波町という町名となり、以降、1914年（大正3年）まで当院南西部を含む北部が上難波北之町となっていた。また、当院東側の御堂筋は、北御堂（本願寺津村別院）と南御堂の門前を通る道であることに由来する。

## 歴史
文禄4年（1595年）に豊臣秀吉より寺地を寄進され、教如が道修谷（現：大阪市中央区道修町1丁目付近）の地に大谷本願寺を開創したという。翌文禄5年（1596年）6月には「大谷本願寺 文禄丙申五暦」銘の梵鐘（現存）が鋳造されている。
慶長3年（1598年）8月、大坂城三の丸造営に伴う船場の街区拡充のため、大谷本願寺は現在地へ移転する。
しかし、慶長7年（1602年）に徳川家康より京都に寺地を寄進されると、大谷本願寺は京都烏丸六条へ移転して東本願寺となったという。その大谷本願寺の跡地に難波御堂が造営されたとしている。
正徳4年（1714年）に二重屋根の壮大な本堂となる。現在の東本願寺御影堂は、この難波御堂の本堂を参考にしたとされている。
太平洋戦争中の1945年（昭和20年）3月13日・14日の第1回大阪大空襲で全焼している。
1960年（昭和35年）5月、本堂が鉄筋コンクリート構造で規模も縮小されたが、二重屋根の様式を留めて再建され、翌1961年（昭和36年）には山門を兼ねた御堂会館が完成する。
1964年（昭和39年）に本堂の地下に御堂会館・研修ホールが完成し、1969年（昭和44年）に御堂会館・南館が増築される。また、伊藤忠ビル・大阪センタービルが竣工する。
1971年（昭和46年）、堺南御坊を支院とする。
2016年（平成26年）に御堂会館における収益事業の使用を休止し、閉館とした。施設の老朽化に加え、耐震性が十分とはいえず震度5強以上の地震で被害が想定されることが理由である。既存の御堂会館・教化センター会館を解体し、エクセルホテル東急を主たる用途とする山門一体型複合施設ビル（南御堂ビル）への建て替えが決定し、2019年（令和元年）11月に南御堂ビルが竣工。大阪エクセルホテル東急（5 - 17階）が開業し、御堂会館（北側3 - 4階）が再稼働した。

## 境内
東を御堂筋、南を北久宝寺町通、西を渡辺筋、北を北久太郎町通（現：中央大通西行き）に囲まれた範囲が元来の境内地である。大阪大空襲による焼失以前は、北側に本堂、南側に対面所という配置だった。
現在、南御堂は南寄りに位置し、北にH型のツインビルである大阪センタービル（北棟。ユニチカ大阪本社などが入居）・大阪御堂筋ビル（南棟。旧伊藤忠ビル）、南東に山門を兼ねた南御堂ビル（大阪エクセルホテル東急）が所在する。かつては系列の大谷女学校（現：東大谷高等学校）も所在した。
- 本堂 - 1960年（昭和35年）5月に再建。鉄筋コンクリート構造で寺務所、研修ホール、納骨堂なども入っている。
- 同朋会館
- 庭園「獅子吼園」
- 鐘楼堂 - 文禄5年（1596年）6月に、我孫子鋳物師である藤原家次により鋳造された大きな梵鐘（大阪市指定有形文化財）が固定されて保存されている。
- 鐘楼
- 南御堂ビル - 山門も兼ねているビルで、2019年（令和元年）11月に完成した。ビルには御堂会館の他にも大阪エクセルホテル東急などが入っている。日本初の山門一体型のホテルである。

## 文化財

### 大阪市指定有形文化財
- 梵鐘（「大谷本願寺 文禄丙申五暦」銘）

## 刊行物
機関紙
月刊「南御堂」新聞

## アクセス
地下鉄
OsakaMetro（御堂筋線・中央線・四つ橋線）本町駅下車 8号出口より南へ200m、13号出口より南へ50m